# 華山里駅
華山里駅（かざんり-えき）は中華人民共和国天津市河西区に位置する天津地下鉄1号線の駅である。

## 駅構造
- 相対式ホーム2面2線の高架駅で、ホームドア完備。出口はA～Dの4箇所ある。

| のりば (2F) | 相対式ホーム            |
| のりば (2F) | ←1号線 西站・劉園方面   |
| のりば (2F) | 1号線 李楼・東沽路方面→ |
| のりば (2F) | 相対式ホーム            |

## 駅周辺
- 天山里
- 泰山里
- 華山里
- 小海地派出所
- 四季馨園
- 天津第四医院
- 瑞泰公寓
- 河西区委党校

## 歴史
- 2006年6月12日 - 開業。

## 隣の駅
- ■1号線

財経大学駅 - 華山里駅 - 復興門駅
座標: 北緯39度03分54秒 東経117度15分21秒 / 北緯39.0651度 東経117.2557度